# مادلین (ویرجینیای غربی)
مادلین (به انگلیسی: Madeline) یک منطقهٔ مسکونی در ایالات متحده آمریکا است که در شهرستان رالی، ویرجینیای غربی واقع شده‌است. مادلین ۵۴۱٫۰۳ متر بالاتر از سطح دریا واقع شده‌است.